# 마르 사바

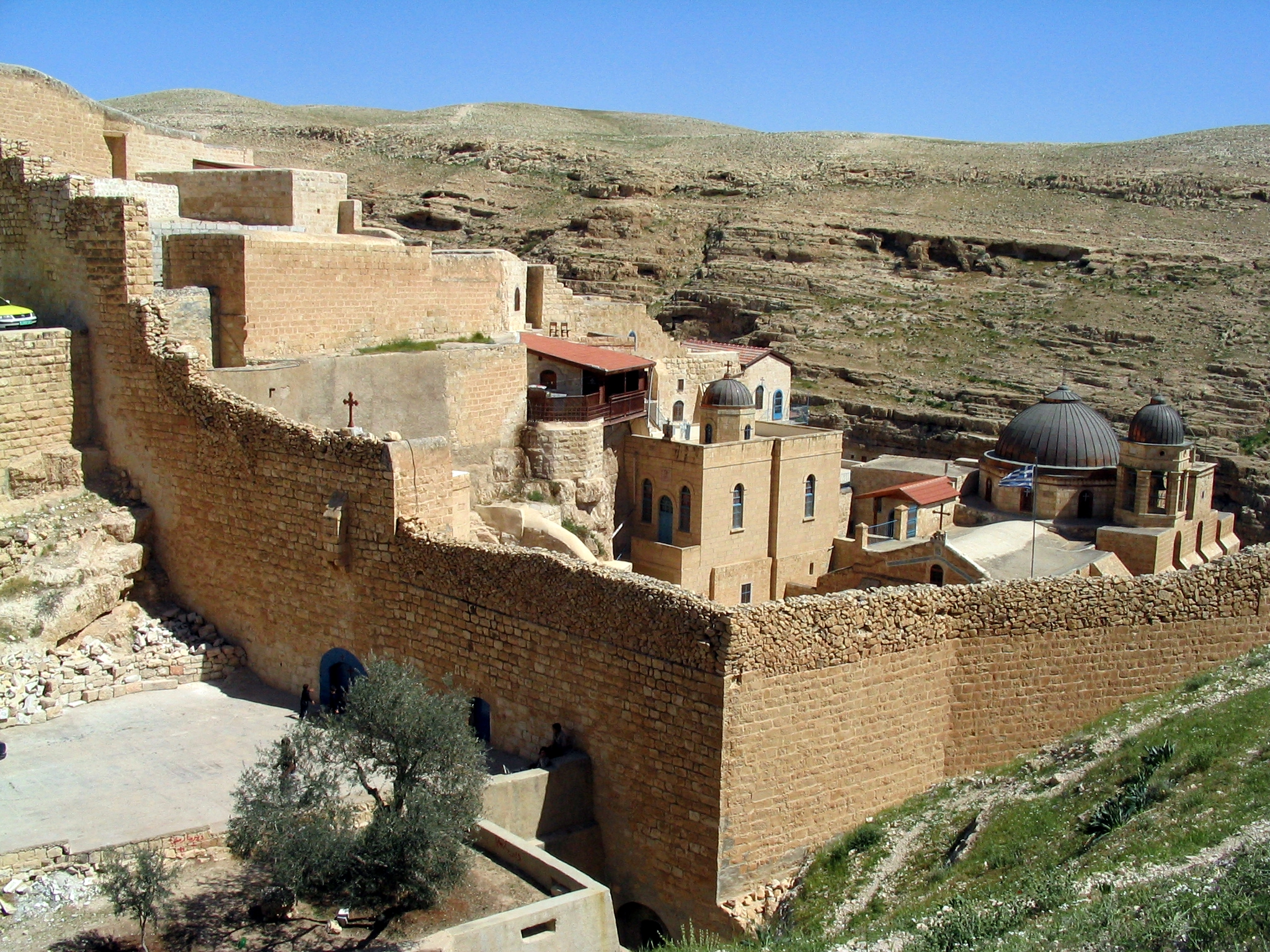
멀리서 보는 마르 사바

의로운 사람 성 사바스의 대 라브라, 아랍어로 마르 사바(아랍어: دير مار سابا; 히브리어: מנזר מר סבא; 그리스어: Λαύρα Σάββα τοῦ Ἡγιασμένου)는 요르단강 서안 지구 베들레헴 동부에 있는 키드론 계곡에서 내려다 보이는 동방 정교회 수도원이다. 카파도키아의 성 사바스에 의한 이 수도원의 설립연도는 483년이며 오늘날 약 20 명의 수사들이 거주하고 있다. 이 수도원은 세계에서 가장 오래 됐으면서도 사람이 살고 있는 수도원 가운데 하나로 여겨지며, 여전히 고대 전통의 많은 부분이 유지되고 있다. 그 특징 중에 하나는 여성의 주요 구내 입장의 금지이다. 여성이 출입할 수 있는 유일한 건물은 정문 근처에 있는 여성의 탑이다.

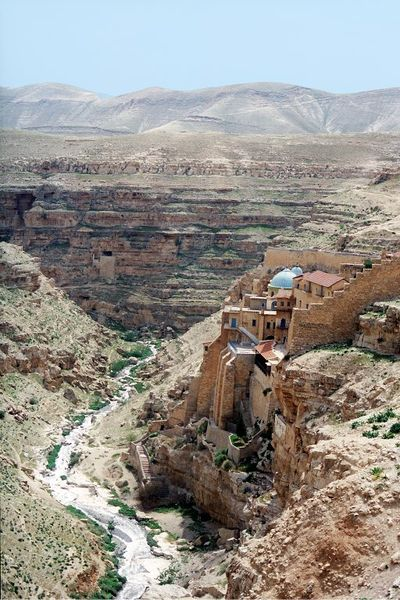
상공에서 보는 마르 사바

이 수도원은 의인 성 사바스의 성유물을 보유하고 있다. 마르 사바는 때때로 산타 삽바 수도원으로 불린다.
마르 사바는 726년에 성화상의 숭상을 금지한 동로마 황제 레온 3세 이사우리아인의 칙령에 대하여 그에게 서신들을 보내어 성화상논쟁에서 핵심 역할을 했던 수사 다마스쿠스의 성 요안니스의 본거지이기도 했다. 요안니스는 우마이야 칼리파 압드 알말리크 이븐 마르완의 고위 재무 관리자로 일했다. 결국 그는 숭고한 부름을 들어 유대 사막으로 이주했으며 마르 사바에서 수도 사제로 서품 받았다. 성 요한의 무덤이 이 수도원 아래의 한 동굴에 있다.
이 수도원은 비잔티움 전례를 따르는 동방 정교회와 동방 가톨릭교회 전역에서 표준이 된 성 사바스의 수도원 티피콘(성무 의식 예절)에서 정교회 전례의 역사적인 발전에 있어서 중요한 곳이다. 그 봉사례는 예루살렘 총대주교에 의해 행해지는 성무의 표준 양식으로 채택되었고 성 사바스의 봉사례에 지역적인 전통의 몇몇 특정 수도 예절들이 덧붙여졌다. 그 봉사례는 그 곳에서부터 콘스탄티노폴리스로 전파되었고 거기서 비잔티움 세계의 전역으로 퍼져나갔다. 그 티피콘은 특히 콘스탄티노폴리스에 있는 스투디온 수도원에서 추가적인 발달이 있었고, 여전히 성 사바스의 티피콘이라고 일컬어진다.
마르 사바는 모튼 스미스가 이른바 마르코의 비밀 복음서의 발췌 부분들이 포함된 알렉산드리아의 클레멘스의 한 서신의 사본을 발견했다고 주장했던 곳이다.

## 참고 문헌
1. ↑  A Lavra is a large, historic monastery
2. ↑  'Mar Saba Monastery: No women, meat or apples, Masa Aher Magazine (히브리어)
3. ↑  “Byzantine Monastic Foundation Documents”. 2012년 2월 10일에 원본 문서에서 보존된 문서. 2011년 12월 12일에 확인함.
4. ↑  John Lloyd Stephens|John Lloyd Stephens (1837) Incidents of Travel in Egypt, Arabia Petraea, and the Holy Land